# اسپار
اسپار، (به هلندی: SPAR) شرکت خرده‌فروشی هلندی است، این شرکت دارای یکی از بزرگ‌ترین شبکه‌های فروشگاه زنجیره‌ای و فرانچایز در سطح بین‌المللی است.
شرکت اسپار با اصالت هلندی گروهی بین‌المللی است که با حضور در ۴۸ کشور و با داشتن بیش از ۱۳٬۱۰۰ شعبه در این کشورها و با درآمدی بالای ۳۵٫۵ میلیارد یورو، به‌صورت جامع مدیریت مستقل کشورهای مختلف را بر عهده دارد و بزرگ‌ترین شرکت خرده فروشی مستقل دنیا شناخته می‌شود. تمامی این مدیریت‌های مستقل تحت نام برند «اسپار» فعالیت می‌کنند. این شرکت در سال ۱۹۳۲ توسط آدریان فان‌ول در هلند تأسیس شد. اسپار، از طریق شعبه‌های وابسته و شرکت‌های تابعه خود، در اکثر کشورهای اروپایی، بخش‌هایی از آفریقا، آسیا و استرالیا فعالیت می‌کند. دفتر مرکزی این شرکت، در شهر آمستردام قرار دارد.
موفقیت اسپار ناشی از همکاری نزدیک خرده‌فروشان و عمده‌فروشان در سطح محلی با اسپار برای رفع نیازهای مشتریان بوده است. اسپار خود را متعهد به خرده‌فروشی می‌داند و با همین تعهد اعتماد جوامع حاضر در آنها را به دست آورده است.

## تاریخچه
داستان اسپار در سال‌های ابتدایی تأسیس، داستان آدرین فان وِل است؛ عمده‌فروشی هلندی با دیدگاهی خلاقانه از آینده اسپار. او از یک فلسفه ساده ولی قوی‌الهام گرفته بود: اینکه عمده‌فروشان و خرده‌فروشان بخش خصوصی با همکاری مشترک به جای کار مستقل به موفقیت بیشتری دست خواهند یافت. باور فان ول بر این بود که بخش خصوصی تنها با همکاری متقابل، توان نجات و پیشرفت در مقابله با بازار رقابتی رو به افزایش فروشگاه‌های زنجیره‌ای را داراست.

### همکاری مشترک، سود مشترک
توسعه سریع فروشگاه‌های زنجیره‌ای در آمریکای شمالی به‌طور چشمگیری سهم بازار مغازه‌های کوچک و مستقل را از بین برد. این فروشگاه‌ها انبارهای متمرکز تأسیس، با تامین‌کنندگان بر سر قیمت‌های بهتر مذاکره و بازاریابی خرده‌فروشی را به دنیا معرفی کردند. در نتیجه این چالش، در اواخر دهه ۱۹۲۰ مفهوم «تجارت داوطلبانه و ترکیبی از عمده‌فروشان و خرده‌فروشان مستقل» در ایالات متحده متولد شد. سال‌های نخستین دهه ۱۹۳۰، گسترش فروشگاه‌های زنجیره‌ای در اروپا آغاز شد. خانواده فان ول بنابر باوری که آدرین از سود مدل تجاری داوطلبانه و آینده موفق تجارت در آمریکای شمالی داشت، حرفه عمده فروشی را در «زوترمی‌یر» ایجاد کردند. در ابتدا، ۱۶ خرده‌فروش برای تأسیس اولین سازمان تجارت داوطلبانه در هلند به فان ول پیوستند. اسپار در سال ۱۹۳۲ راه‌اندازی شد. اسپار، نام اولیه گروه با اقتباس از شعار «همکاری مشترک، سود مشترک» فان وِل گرفته شده بود.
در زبان هلندی اسپار به معنای درخت صنوبر است و از همان ابتدا درخت صنوبر به عنوان نمادی برای هویت سازمان برگزیده شد. بذر توسعه بین‌المللی اسپار با هم‌آوایی با کلمه “spaar” که در شماری از زبان‌ها از جمله هلندی به معنای «صرفه جویی» است، کاشته شد.
از نشانه‌های تفکر پیشرفته فان وِل می‌توان به نشان تجاری و لوگوی یکسان فروشگاه‌های اسپار اشاره کرد. در عین حال او با معرفی محصولات اختصاصی اسپار (Private Labelling) در سال ۱۹۴۰، گزینه‌های بیشتری را در اختیار مشتریان گذاشت.

## جهانی‌سازی اسپار
توسعه اسپار در سال‌های ۱۹۳۰ در هلند ادامه پیدا کرد اما از سال ۱۹۴۷ و با حضور در بلژیک، مفهوم بین‌المللی به خود گرفت. در اواخر دهه ۴۰ بود که تصمیم بر کوتاه کردن نام فروشگاه از DESPAR به اسپار گرفته شد.
در سال‌های بعد، فان وِل متوجه شد که تفکر اسپار در ارائه جایگزین به خرده‌فروشان، قابلیت جهانی شدن دارد. در سال ۱۹۵۳، اسپار اینترنشنال تأسیس شد تا قابلیت جهانی شدن اسپار را گسترش و توسعه دهد.
اسپار اینترنشنال به عنوان محافظ برند اسپار، پایگاهی برای تبادل ایده‌ها و اطلاعات بین شرکا بوده است. امروزه اسپار اینترنشنال از رشد برند اسپار از طریق گسترش بازارهای جدید و همچنین ارتقای تولید و سوددهی شرکایش حمایت می‌کند. علاوه بر این، اسپار اینترنشنال نه تنها در پیاده‌سازی مدل‌های موفق در فروشگاه‌ها در سطح دنیا که در مدرن کردن و توسعه زنجیره تأمین نیز در کنار اسپار در کشورهای مختلف است. حمایت و فراهم سازی تجارت از طریق برنامه‌های فروشگاه‌های نمونه، زنجیره تأمین و منابع انسانی با قرار گرفتن در کنار مسائل مهمی چون تبادل دانش، اطلاعات و سرویس‌های خرید، کامل می‌شود.
آقای ای.جی. ام فان وِل اولین مدیرعامل اسپار اینترنشنال بود و دفتری متشکل از تیم مدیریتی را در آمستردام تأسیس کرد. بعد از این، اسپار به سرعت در اروپا و در دهه ۱۹۵۰ گسترده شد.
تا سال ۱۹۵۹، خانواده اسپار به منظور گسترش خرده‌فروشان و عمده‌فروشان در ۹ کشور آغاز به کار کرد. سیستم صنفی اسپار متشکل از خرده‌فروشان و عمده‌فروشان که به صورت مشارکتی با برند کار می‌کردند، در آن زمان، در مقیاس محلی، ملی و بین‌المللی عمل می‌کرد. سیستم، نه تنها از تبادل دانش و اطلاعات حمایت می‌نمود، بلکه ساختاری برای همکاری متقابل و رشد تجارت داشت.
برگزاری اولین کنگره اسپار اینترنشنال در هلند در سال ۱۹۵۶ چشمگیر بود و نشان از آن داشت که هدف شرکت، حرکتی فراتر از مرزهای اروپا و به سوی جهانی شدن است. همین مسئله، سنگ بنایی جهت ادامه کار اسپار برای گسترش در اروپا و توسعه در قاره‌های دیگر شد.

## گستره جهانی اسپار

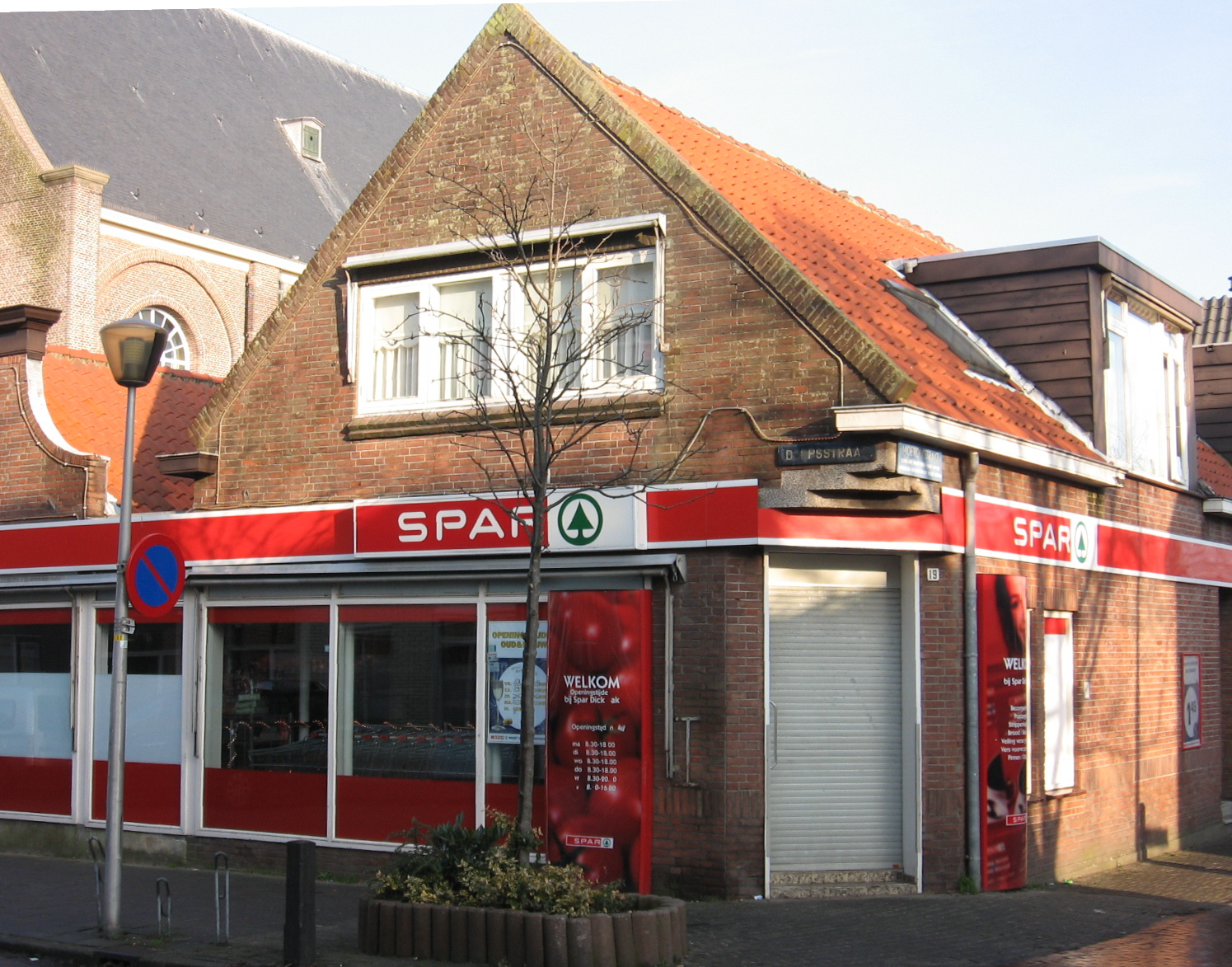
فروشگاه اسپار در "مورکاپله، هلند

از سال ۱۹۶۰ تا و ۱۹۸۰ و ظرف ۲۰ سال، اسپار حضورش را در اروپا گسترش داد. برند اسپار به آفریقا و آسیا وارد شد؛ جایی که مفهوم مشارکتی اسپار بین عمده‌فروشان و خرده‌فروشان، به پایه و اساسی برای رقابت خرده‌فروشان مستقل با فروشگاه‌های زنجیره‌ای تبدیل شد.
اسپار آفریقای جنوبی نقش به سزایی در حمایت از گسترش مفهوم مشارکتی اسپار در کشورهای همسایه ایفا کرد. طی این زمان اسپار، خانواده خود را در ۱۴ کشور و ۳ قاره گسترش داد.
در سال ۱۹۶۸، همزمان با رونمایی اسپار اینترنشنال از لوگوی فعلی شرکت، برنامه توسعه اسپار به اوج بلوغ خود رسید. ریموند لووی، طراح صنعتی سرشناس و کسی که لوگو برندهای بزرگی چون کوکاکولا، شل، اکسون و گرِی هاوند را طراحی کرده بود، به عنوان طراح لوگوی کنونی اسپار انتخاب شد.
از این زمان به بعد، دو نقطه عطف دیگر به کارنامه توسعه اسپار اضافه شد. اولی، تأسیس یورواسپار در سال ۱۹۶۸ و دومی آغاز به کار هایپرمارکت اسپار تحت عنوان اینتراسپار بود.
در حال حاضر اسپار، چهار فروشگاه تحت عناوین اسپار، اسپار اکسپرس، یورواسپار و اینتراسپار را اداره می‌کند.

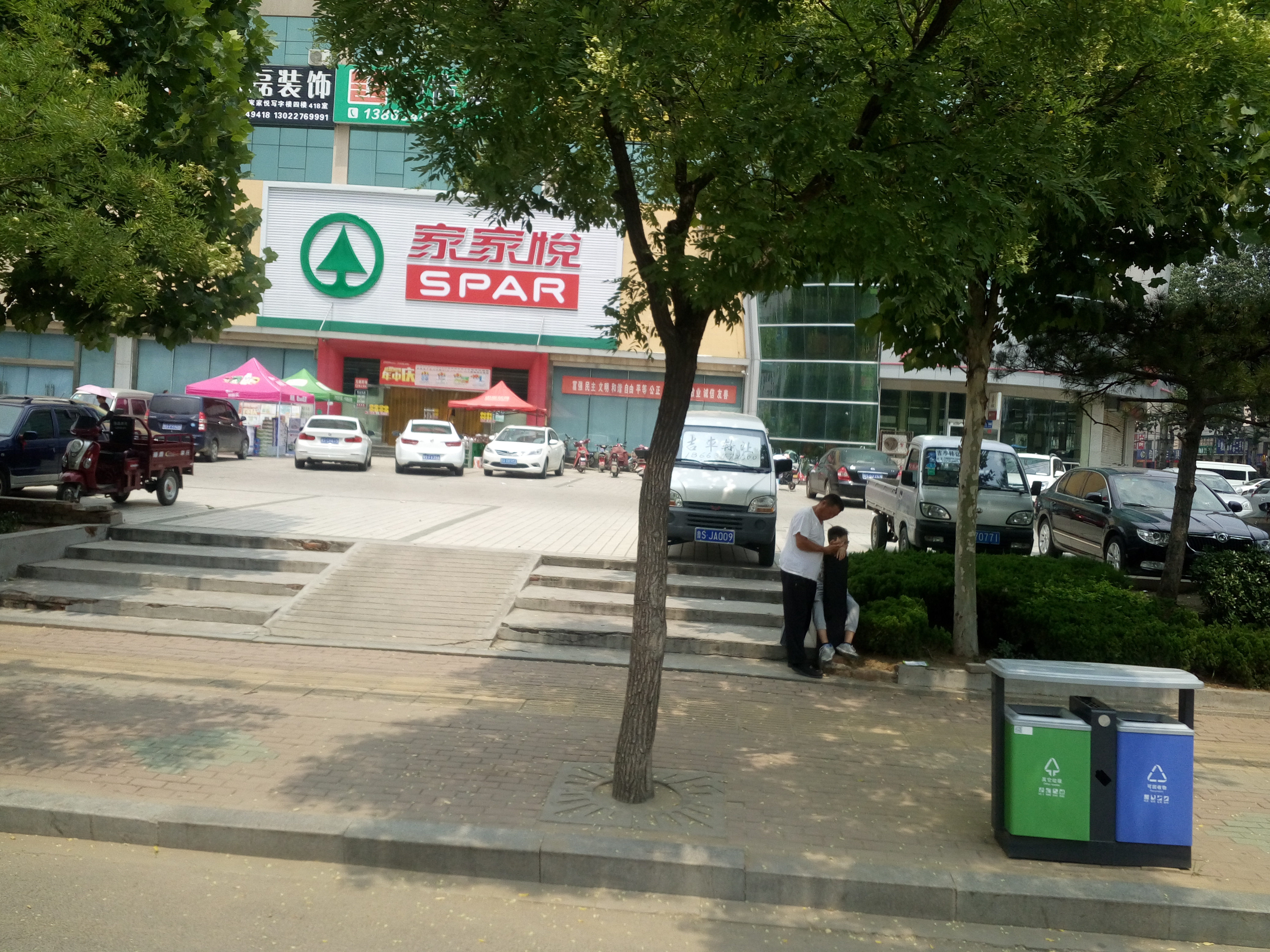
فروشگاه اسپار در «لایوو»، چین

## رشد پایدار اسپار با حضور مستمر در عرصه بین‌المللی
حد فاصل سال‌های ۱۹۸۰ تا ۱۹۹۹، اسپار به رشد خود در بازارهای موجود تداوم بخشید و این در حالی بود که حضورش را در ۶ کشور دیگر گسترش می‌داد. با بازگشایی اولین فروشگاه اسپار در استرالیا در سال ۱۹۹۴، اسپار حضور فعال خود را تا سال ۱۹۹۹ به ۲۰ کشور و ۴ قاره گسترش داد.
برگزاری بیست و پنجمین کنگره در ونیز ایتالیا و چهلمین کنگره در یوکوهامای ژاپن
در طول این زمان نقاط عطف متعددی در اسپار رقم خورد. ابتکار تأسیس شرکت ASPIAG با مالکیت اسپار اتریش، به منظور گسترش مفهوم اسپار در شرق و مرکز اروپا، مرحله مهم و جدیدی از پیشرفت اسپار را برجسته کرد. در همین دوره زمانی، همچنین بیست و پنجمین کنگره اسپار ونیز ایتالیا و چهلمین کنگره یوکوهامای ژاپن برگزار شد.
پیشرفت برند اسپار با فرمت جدید و با هدف خرید آسان، تحت عنوان اسپار اکسپرس فراتر رفت. پیشرفتی که برگرفته از چهارمین استراتژی این خرده فروشی به‌شمار می‌رفت و نشانگر تفکر پیشرفته اسپار در آن زمان بود. تمرکز اسپار اکسپرس بر نیاز خریدارانی بود که در طول زمان تغییر کرده بودند و شامل نه تنها خریداران مناطق نزدیک، بلکه مسیرهای پرترددتر، مانند خطوط ریلی، هوایی و مراکز شهر می‌شد.
برند ویژه محصولات اسپار با شناخت از توان ملی ارتقای کیفیت و ارزش بهینه تولیدات، دامنه وسیعی از محصولات اختصاصی را در مقیاسی بین‌المللی در این دوره زمانی معرفی کرد و توانست مکمل رتبه این برند ویژه در سطح ملی باشد.
با اضافه شدن استرالیا، اسپار حضور خود را به چهارمین قاره بعد از اروپا، آفریقا و آسیا گسترش داد.

### مدرن کردن خرده‌فروشی مواد غذایی در کشورهای در حال توسعه
هزاره جدید شاهد توسعه مستمر اسپار به خصوص در کشورهای در حال توسعه ای بود که خرده فروشی مدرن محرک مهم توسعه اقتصاد است.
از سال ۲۰۰۰، اسپار، ۳ کشور کلیدی در حال توسعه شامل روسیه، چین و هند را به عنوان نیروی محرکه تشخیص داد و فعالیتش را در آنها آغاز کرد. اسپار همچنان به گسترش در اروپای مرکزی و شرقی، آفریقا و آسیا همچنان ادامه داد.

### تداوم اسپار در پیشرفت تجارت و توسعه جهانی
از طریق چین و روسیه مجوز حضور مشارکتی اسپار در مناطق جدید جهت حمایت از توسعه برند داده شد. آسیا طی ده سال گذشته رشد سریعی داشته و همچنان به عنوان منطقه‌ای با تمرکز بالا جهت توسعه و گسترش برند شناخته می‌شود.
گسترش اسپار در آفریقا، با مشارکت اسپار آفریقای جنوبی، برای کشورهای جنوبی و با شرکای دارای مجوز سایر نواحی انجام گرفت. از سال ۱۹۳۲ تاکنون، انعطاف‌پذیری مدل اسپار در عملیات، خرده‌فروشان مستقل را جذب خود کرد.
روند رو به موفقیت اسپار در کشورهای در حال فعالیت و میزان علاقه کشورهای جدید درگرفتن مجوز فعالیت اسپار، نقطه ارتباطی بین مدل اسپار و خرده‌فروشی مدرن بوده است.
توسعه سریع شرکای دارای مجوز در طول دو دهه اخیر موجب شد تا اسپار اینترنشنال سرویس‌های مضاعفی را در خرده‌فروشی و در زنجیره تأمین، چه در مناطق جدید و چه با شرکای موجود ارایه نماید. این تجربه کار با یکدیگر در کنار تبادل بهینه تجربیات و دانش، بازتابی از اصول بنیادی همکاری با یکدیگر برای سود مشترک است.
رمز موفقیت اسپار به عنوان یک برند بین‌المللی شناخته شده، توانایی انطباق با شرایط بین‌المللی و منطقه‌ای، با قابلیت اجرای استراتژی‌های چندگانه و اعمال راهکارهای در خور نیاز مختص هر بازار بوده است.

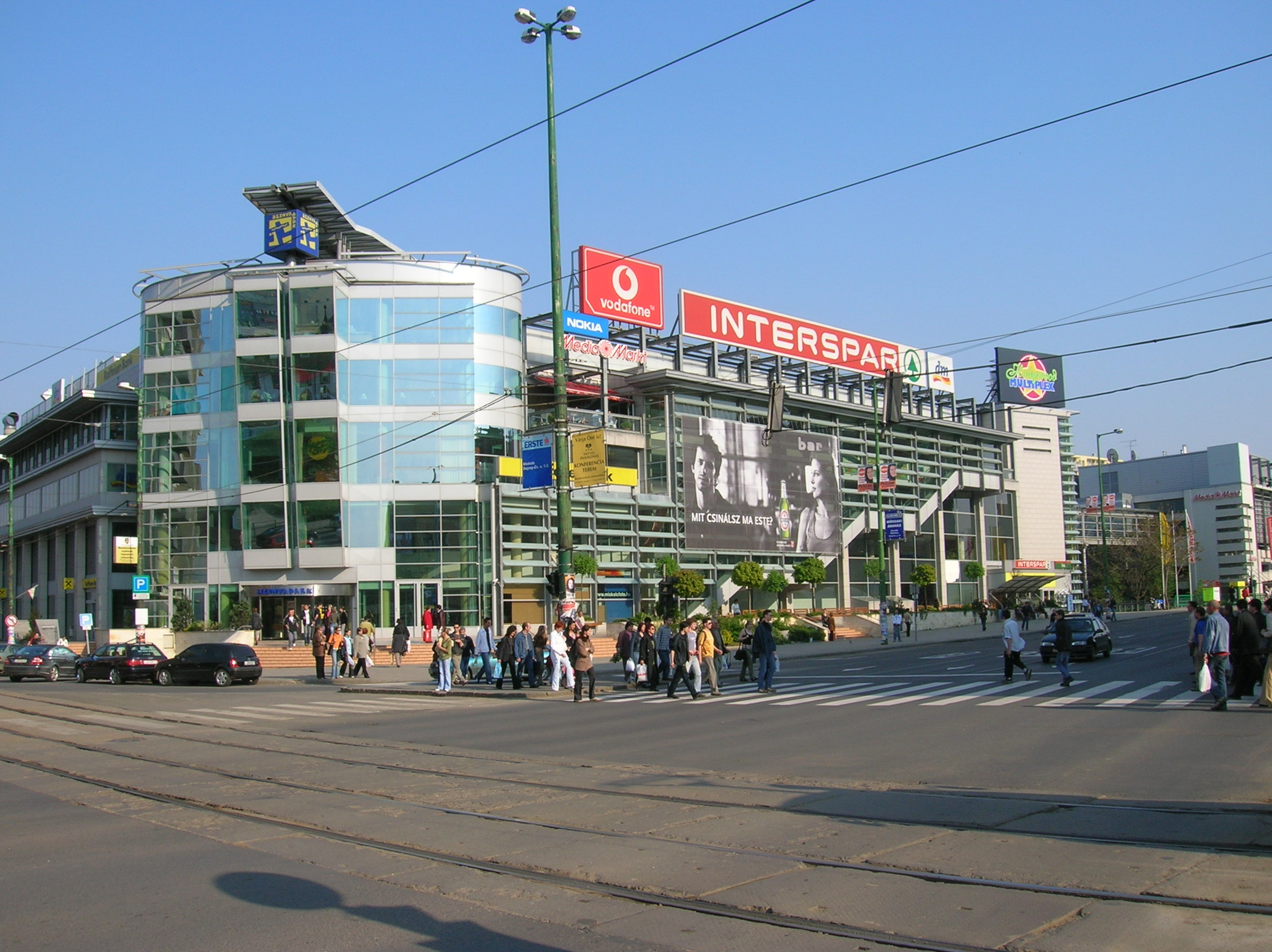
فروشگاه اینتراسپار در مجارستان

## انواع فروشگاه‌ها
اسپار (SPAR) یک راهبرد خرده‌فروشی چند الگویی را فعال نموده است که به شرکای اسپار این امکان را می‌دهد تا نسبت به تعدیل پیشنهادهای خرده‌فروشی خود جهت تحقق نیازهای ویژه مشتریان در بازارهای مختلف مبادرت نمایند. هریک از این چهار الگو به منظور تأمین نیازهای خاص مشتریان و بازارها تهیه و تنظیم شده است. راهکارهای متنوع مربوط، طیفی از سوپرمارکت‌های کوچک تا هایپرمارکت‌های بزرگ را در بر می‌گیرد.

### اسپار اکسپرس
الگوی طراحی شده این شرکت برای اماکن پر رفت‌وآمد همانند پمپ‌های بنزین، فرودگاه‌ها، ایستگاه‌های اتوبوس، قطار و مراکز شهرها است. اسپار اکسپرس که فضای تجاری بین ۱۰۰ تا ۳۰۰ متر مربع را شامل می‌شود، برای اماکن خرده‌فروشی کوچکتر ایدئال است و امکان افزایش ساعات کاری را فراهم می‌کند.
طبقه‌بندی اسپار اکسپرس معطوف به آن دسته از خریدارانی است که در حین مشغله روزانه به دنبال غذای آماده هستند یا تمایل دارند خرید هفتگی خود از سوپرمارکت‌های بزرگتر را تکمیل نمایند. الگوی اسپار اکسپرس تمامی نیازهای خریداران را در زمان مقتضی تأمین می‌نماید.

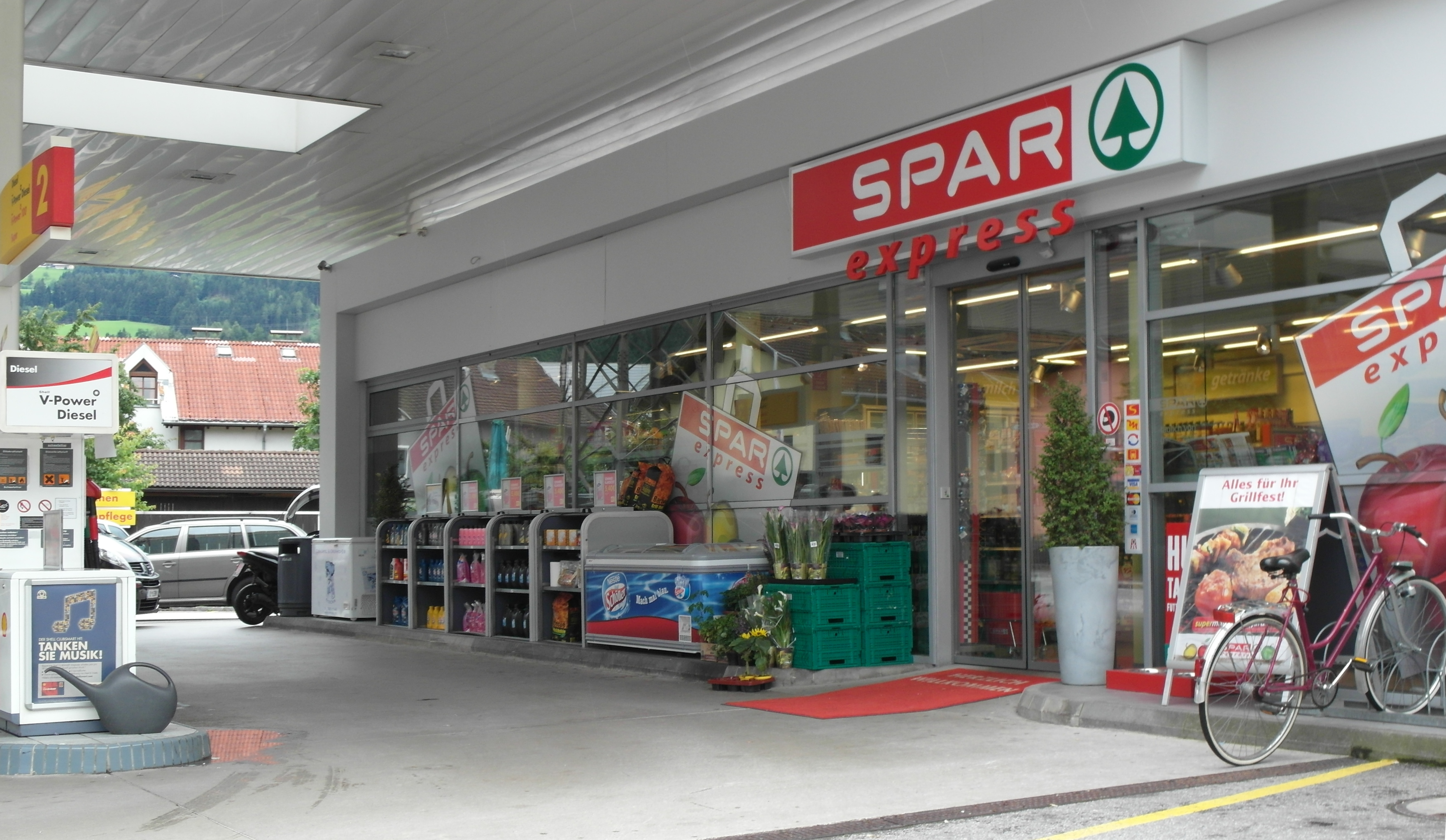
فروشگاه اسپار اکسپرس در پمپ بنزینی در واتنز، اتریش

### اسپار
همان الگوی اصلی است که توسط تمامی شرکای اسپار مورد بهره‌برداری قرار می‌گیرد و به منزله سنگ بنای اصلی برند اسپار محسوب می‌گردد. الگوی مزبور برای محله‌های شهری و روستایی طراحی شده و تمامی نیازمندی‌های خریداران را به صورت روزمره فراهم می‌نماید.
با فضای تجاری بین ۲۰۰ الی ۱۰۰۰ متر مربع، انعطاف‌پذیری این الگو موجب شده است تا برای تمامی بازارهای خرده‌فروشی مناسب باشد. بیشتر فروشگاه‌های اسپار تحت مالکیت و بهره‌برداری مستقل قرار دارند.

### یورو اسپار
یورو اسپار الگوی سوپرمارکت بزرگتر ما است که هدف از طراحی آن، تأمین نیازهای خرید هفتگی خانواده‌ها است. سوپرمارکت‌های یورو اسپار دارای فضای تجاری بین ۱۰۰۰ تا ۳۰۰۰ متر مربع برای عرضه کالا بوده و در مراکز خرید، به صورت سوپرمارکت‌های مستقل یا در مراکز شهرها که امکان تأسیس سوپرمارکت‌های بزرگتر را در فضای موجود می‌دهد، مستقر می‌گردند.
فضای بزرگتر فروش، امکان دسته‌بندی کامل و متنوع خدمات به منظور عرضه انواع مواد غذایی تازه، میوه و سبزی و اقلام غیر غذایی و همچنین ارائه انواع غذاهای بیرون‌بر را فراهم می‌سازد. طیف گسترده انتخاب‌ها و امکاناتی نظیر پارک خودرو، یورو اسپار را تبدیل به گزینه برتر برای سفرهای کوتاه مخصوص خرید آخر هفته می‌نماید. در آفریقا، این دسته از فروشگاه‌ها تحت عنوان سوپر اسپار شناخته می‌شوند.

### اینتراسپار
هایپرمارکت اینتراسپار بزرگ‌ترین الگوی اسپار با فضای تجاری بیش از ۳۰۰۰ متر مربع است که هدف از طراحی آن، فعالیت به عنوان فروشگاهی جامع و چند منظوره جهت عرضه بزرگ‌ترین مجموعه محصولات غذایی و غیرغذایی است.
الگوی مزبور به صورت مستقل در فضاهای ساختمانی مورد نظر و همچنین مراکز خرید بزرگ قابل اجرا است و از این لحاظ نقش برجسته‌ای در جذب خریداران ایفا می‌کند. این الگو به ویژه در اروپای مرکزی، چین، روسیه و هندوستان موفق بوده است.